# マルコ・パンターニ
マルコ・パンターニ（Marco Pantani、1970年1月13日 - 2004年2月14日）はイタリア・チェゼナーティコ出身のプロロードレースの選手。
プロ通算36勝を挙げたイタリアのヒーローであり、1998年にジロ・デ・イタリア、ツール・ド・フランスの2大ステージレースで個人総合優勝したクライマーとして有名な選手である。
スキンヘッドに顎ヒゲをたくわえた容貌や、レースに対する求道的とも言える姿勢から「海賊 (il Pirata)」や「走る哲学者」といった愛称で呼ばれた。

## 経歴

### デビュー前後
幼少の頃はサッカー選手に憧れていたが、挫折し12歳で自転車競技をはじめる。1992年にベビー・ジロ（アマチュア版ジロ・デ・イタリア）に優勝して同年8月にカレラ・タッソーニでプロデビューを果たす。
当初はなかなか勝てず、1993年のジロ・デ・イタリアでも腱炎でリタイアといった苦戦が続く。だが翌年のジロ第14・15ステージで連勝し、ミゲル・インドゥラインを抑えて総合で2位。同年のツール・ド・フランスでも個人総合3位に入り、最優秀若手選手賞（マイヨ・ブラン）を獲得。一躍トップ選手の仲間入りを果たした。

### 1995年～1997年－栄光と不運の日々－
1995年のジロ・デ・イタリア直前の5月1日、トレーニング中に信号無視の車にはねられ無念の欠場。だがツール・ド・フランスではラルプ・デュエズへの頂上ゴールが設定された第10ステージで優勝するなど、2勝。総合では13位に入り、2年連続でマイヨ・ブランを獲得したほか、10月に開かれた世界選手権でも3位に入る活躍を見せた。
だがその直後に開催されたミラノ〜トリノにおいて、下りで加速しているときにコースを逆走してきた車（警察が全選手が通過したと勘違いして交通規制を解除したことが原因）と正面衝突。左足の下腿骨が折れて、皮膚から飛び出す大けがを負い、選手生命の危機に直面する。そのため1996年のシーズンは、リハビリと回復のためのトレーニングに丸々費やすこととなってしまった。
1997年はカレラに代わり、新しいスポンサーとなったメルカトーネウノのエースとして、春のフレーシュ・ワロンヌで5位、リエージュ〜バストーニュ〜リエージュで8位という好成績を収め、復活を期してジロ・デ・イタリアに臨んだが、第8ステージで、前に飛び出してきた猫をかわそうとした選手たちの落車に巻き込まれてリタイアしてしまう不運に見舞われる。
しかしツール・ド・フランスでは、ラルプ・デュエズへの山頂ゴールが設定された第13ステージでは37分35秒という最短登坂記録で優勝（2021年時点でこの記録は未だに破られていない）。さらに第15ステージでも優勝し、総合3位。完全復活を遂げた。

### 1998年－ダブルツール達成－
1998年には選手生活の絶頂を迎え、ジロ・デ・イタリアでパヴェル・トンコフと最終ステージまで首位争いを繰り広げながら、念願の総合優勝を達成して山岳賞（マリア・ヴェルデ）も同時獲得。ステージ2勝も達成した。さらにツール・ド・フランスでも終盤の第15ステージのガリビエ峠で、マイヨ・ジョーヌを着るヤン・ウルリッヒに対してアタックを仕掛け、逆転に成功。総合優勝を飾り、2大グランツールを制覇。史上7人目となる「ダブルツール」を達成する偉業を達成した。ツールでのイタリア選手の優勝はフェリーチェ・ジモンディ以来33年ぶりであり、パリの表彰台ではジモンディも駆けつけ優勝を祝った。また、ツール最終ステージでは優勝を祝してチームメイト全員が髪をイエローに染めて登場した。

### 1999年～2003年－ドーピング疑惑禍の中で－
1999年もシーズン序盤のブエルタ・ア・ムルシアで総合優勝し、5月に出場したジロ・デ・イタリアではステージ4勝という圧倒的な成績を挙げ、総合2連覇も目前だった。だが、大会最終日前日6月5日、UCI の検査とは別に、イタリアが独自で行った抜き打ちのメディカルチェックでヘマトクリット値（赤血球濃度）が、UCIの定めた50%という数値を超える52%を示し、出場停止となってしまう。同年はこの後、レースに出場することはなかった。
そして2000年のジロ・デ・イタリアで復帰。総合優勝を遂げたステファノ・ガルゼッリのアシストを積極的に努め、自分も総合28位に入り、復活をアピールした。しかしツール・ド・フランスではランス・アームストロングの前に苦戦。それでも難峰モン・ヴァントゥがゴールに設定された第11ステージでアームストロングとの一騎討ちを制して優勝するなどの見せ場を作り、ステージ2勝を挙げるが、結局途中棄権。シドニーオリンピックでも69位に沈んだ。
追い討ちをかけるように翌2001年にはドーピング疑惑が再燃。本人は一貫して薬物の使用を否定するも、UCIから2003年3月までのレース出場停止処分を受けることになった。
出場停止処分が明けた2003年のジロ・デ・イタリアでは、総合14位に入り、ツール・ド・フランスへの出場にも意欲を見せたが、突如チームメイトたちの前から姿を消す。結局この年は再びレースに参加することはなかった。

### 2004年－突然の死－
以後、パンターニがメンタルクリニックに通っている、夜中に道で泣いているといった報道が切れ切れにされるなか、2004年2月9日、イタリア北東部の街・リミニのホテル"Le Rose"にチェックイン。5階にある5-D号室に閉じこもり、どこにも外出しないまま2月14日の夜9時30分、上半身裸の姿で床に倒れて死亡しているのを発見された。当初は死因不明の自殺とされていたが、調査の結果、コカイン中毒により脳と肺に水腫ができていることが判明。コカインの常用による過剰摂取が原因で死亡したと発表された。
自転車競技界からは才能を、家族からは財産を搾り取られ、マスコミに追い立てられて神経衰弱とコカインに蝕まれた挙げ句、頼れるものもなく孤独な死を遂げた悲劇のヒーローとも言える彼の死は大きな波紋を呼び、生まれ故郷のチェゼナーティコで営まれた葬儀にはフランコ・バッレリーニ、アルベルト・トンバ、マリオ・チポリーニ、ディエゴ・マラドーナなど著名選手らの他、ファン数千人が参列した。

### 2013年～2017年－死後10年経っての再捜査と結末－
母親のトニーナ・パンターニは、息子が殺された可能性を訴えており、2013年9月、弁護士とともに再審理請求に向けて動き出した。数ヶ月かけた彼らの調査、とりわけ医師による「マルコ・パンターニの身体に残された傷は第三者によるものである」との診断は、リミニ検察庁に殺人であった可能性を認めさせ、2014年8月2日、彼の死についての再捜査が決定された。
2017年9月、イタリア最高裁は、パンターニが他殺されたのではないとの決定に対する遺族の上告を退け、遺族に訴訟費用の負担を命じた。最高裁は、リミニ警察による最新の捜査についての評決を「花崗岩のように堅い」と評価した。その最新の捜査では、パンターニの死因は、コカインと抗うつ薬の混用によるとされている。

### 死後の偶像化
イタリアでの彼の人気は絶大であり、ジロ・デ・イタリアでは、2004年から「チマ・パンターニ（パンターニの山（注：チマ cima はイタリア語で「山頂」の意））」を設定。彼に縁の深い山をコースに組み込むようになっているほか、コース途中などに彼の功績をたたえる像やイラスト、横断幕などが多数設置されている（イタリア国内のみならずフランスのガリビエ峠北側にまである）。また、チェゼナーティコでは、彼の名を冠したレース「メモリアル・マルコ・パンターニ」が2004年から毎年開催されている。
また、ドキュメンタリー映画『パンターニ／海賊と呼ばれたサイクリスト』（監督：ジェイムス・エルスキン）が制作され、日本では2015年11月28日に公開された。

## ドーピング
一般にヘマトクリット値（赤血球濃度）が非常に高い場合、激しい運動により水分を失うと血栓ができて血管が詰まりやすくなり、命の危険がある。そのため1999年の出場停止処分は、あくまでもパンターニの安全を確保するため、という名目でとられた措置であった。
ただパンターニの場合は、初回の検査時にヘマトクリット値が規定より高かったことよりも、再検査において数値が当初の52％から48％と47.6％まで急激に下がっていたことが問題視された。ヘマトクリット値は疲労が蓄積した場合でも高まるが、その場合は短時間で数値の大きな変動はないことから、ドーピングを行っていた可能性が高いと判断され、裁判となった。
当時のイタリアロードレース界においてはヘマトクリット値の規制はなかったうえ、現在は禁止薬物となっているエリスロポエチン (EPO)も当時の技術では体内で自然に作られたものと体外から人工的に摂取したものとの区別ができなかったため、 禁止薬物のリストに加えられていなかった。そのため仮にパンターニがEPOによるドーピングをしていたとしても、規則上の違反をしていたとは言えず、当時の大半の選手からはその検査の正当性自体を疑問視されていた。
そのため1999年の裁判も正確には「ドーピング違反」として追及することができず、「薬を使ってまで勝ちたいのか」というプロ選手としての姿勢を問う裁判であったが、結果としては証拠不十分で無罪となっており、2001年にドーピング疑惑が再燃した時も同様に裁判となったが、やはり無罪判決が出ている。
しかし、上記のようにUCIは2001年に彼に出場停止処分を科し、その当時ロードレース界ではドーピング問題が深刻化していたことから、マスコミはこの問題を騒ぎ立てることになった。そしてマスコミが絶え間なく浴びせる好奇の視線に、もともとマスコミ嫌いだったパンターニは不信感を高め、精神のバランスを崩していったといわれる。
2013年7月24日、フランス上院のドーピング調査委員会（AFLD）は、総合優勝した1998年のツール・ド・フランスで採取したサンプルの再調査の結果を公表し、ポイント賞のエリック・ツァベルや総合2位のヤン・ウルリッヒらと共にエリスロポエチン（EPO）を使用していたと明らかにした。これに対し、UCIは、AFLDの再調査は「科学的研究として実施され、アンチドーピングの分析に適合した技術水準に依っていない」とし、匿名の原則と、科学的研究に用いることへの選手からの事前の同意が考慮されていないことも相まって、「アンチドーピングの文脈においては有効な証拠として扱われるべきではない」と反応した。

## 彼の死について
最晩年、精神的に不安定だったパンターニの財産は家族の管理下におかれており、彼は生活費とクレジットカード1枚を渡されていただけだった。パンターニが死んだとき、両親はバカンス旅行中で、彼の死を知ったのは2日後であった。
彼はパスポートに遺書ともとれる幾つものメモを残していたが、そこには「4年間、あらゆる裁判所に通う日々だった」、「血を採られないといけない職業がほかにあるのか？」、「僕のプライベートそしてキャリアが犯され、僕は多くのものを失った」といった悲痛な言葉が書き綴られていた。
ホテルの滞在中、部屋にバリケードを築き誰も入ってこられないようにしたり、ずっとテレビをつけっぱなしにしていたりといった奇行が目立ったらしい。最後に注文した食事はチーズとマッシュルームのオムレツだったが、発見時に床に放り出されており、手をつけた形跡はなかった。

## 人物
- レースで遠征中に泊まるホテルでは個室を好む（当時は相部屋であることが多かった）など、神経質な性格だったらしい[要出典]。またパッドの貼られていないレーサーパンツを愛用するなど、非常に個性的なところがあった。
- よく知られるスキンヘッドにピアスというスタイルにしたのは1995年のこと。耳の形から「Elefantino（イタリア語で子象の意）」と呼ばれるのを嫌ったから、という話もある[誰によって?]。
- シーズンオフには、3か月も自転車に乗らないことがあり、オンとオフの切り替えをはっきりさせていた。

## エピソード
- 彼のライディングポジションは、ロードレースの選手というよりはトラックレースの選手に近く、ダンシングではハンドルバーの下を握り大きく車体を振って駆け上がるのが特徴だった。ゴール時には両手を広げ、天を仰ぐようなポーズを取るのが恒例だった。
- 山岳でなぜそんなに速く走ることができるのかという質問があった時に「一秒でも早くこの苦しさから解放されたいからさ」と答えている。
- パンターニがランス・アームストロングと激戦を繰り広げた2000年のツール・ド・フランス、第12ステージ終了後、ランスは「ゴール直前でパンターニを先に行かせるように力を抜いた。勝利をプレゼントした」と発言。パンターニを激怒させ、以来二人が会話をすることはなくなった。
- 脚質も性格もまったくの正反対のマリオ・チポリーニとは大の親友であった。一時期同じチームで走るのではとイタリア国内で報道されたこともあり、2001年のツールに双方のチームが招待されなかったことに、二人して主催者を批判するコメントを出している。また、パンターニの葬儀に出席したチポリーニは「僕はこれからもたくさん勝ちたい。これから勝利するたび、僕が勝っただけでなく、彼も、マルコも、勝ったと感じるだろう」とも述べている。

## 所属チーム
- 1992～1996年 カレラ
  - 1992～1995年 Carrera Tassoni
  - 1996年 Carrera Blue Jeans Longoni
- 1997～2003年 メルカトーネウノ
  - 1997年 Mercatone Uno Wega Girmi Magniflex
  - 1998年 Mercatone Uno Bianchi Girmi
  - 1999年 Mercatone Uno Bianchi Albacom
  - 2000年 Mercatone Uno Albacom
  - 2001年 Mercatone Uno Stream Tv Wega
  - 2002年 Mercatone Uno
  - 2003年 Mercatone Uno Scanavino Valentini

## 主な戦績
- ジロ・デ・イタリア 通算8勝
- ツール・ド・フランス 通算8勝

1994年
ジロ・デ・イタリア 総合2位、ステージ2勝
ツール・ド・フランス 総合3位（新人賞）
1995年
ツール・ド・フランス 総合13位（新人賞）
ツール・ド・スイス ステージ1勝
世界選手権 3位
1997年
ツール・ド・フランス ステージ2勝
1998年
ジロ・デ・イタリア 総合優勝、ステージ2勝
ツール・ド・フランス 総合優勝、ステージ2勝
1999年
ジロ・デ・イタリア 大会期間中に出場停止処分、ステージ4勝
2000年
ジロ・デ・イタリア 総合28位
ツール・ド・フランス 途中棄権、ステージ2勝
2003年
ジロ・デ・イタリア 総合14位